# Splitting Up Together
Splitting Up Together es una serie americana de una sola cámara de género sitcom que se estrenó en ABC el 27 de marzo de 2018, como parte de la temporada de televisión 2017-2018. La serie, basada en la comedia danesa "Bedre skilt end aldrig", creada por Mette Heeno, Mie Andreasen y Hella Joof, fue adaptado para los espectadores americanos por Emily Kapnek y Heeno como cocreadores. También sirvieron como productores co-ejecutivos junto con Ellen DeGeneres, Jeff Kleeman, Andreasen, y Joof, para A Very Good Production, Piece of Pie, y Warner Bros. Television. La serie fue aprobada el 11 de mayo de 2017.
El 11 de mayo de 2018, ABC renovó la serie para una segunda temporada, que se estrena el 16 de octubre de 2018. 
El 10 de mayo de 2019, la serie fue cancelada por la cadena ABC.

## Sinopsis
La serie narra lo que sucede cuando el matrimonio de una pareja es repentinamente reavivado por su divorcio. La pareja tiene tres hijos que viven en la casa con uno de los padres en semanas alternas, mientras que el otro padre vive como una persona soltera que se queda en el apartamento del garaje en la parte trasera de la casa. La pareja "soltera", que vive en el garaje, es libre hasta la fecha, pero no tiene responsabilidades en la casa ni para los niños. La pareja "padre" es libre de presidir la casa y la familia como mejor le parezca. Cada semana los padres aprenden un poco más acerca de lo que les falta en la crianza y las partes "románticas" de sus vidas y al hacerlo se convierten en mejores padres (durante su semana de crianza) y mejores parejas románticas (durante su única semana). A menudo el conocimiento que adquieren les permite ver por qué su cónyuge se sintió infeliz en el matrimonio, ayudándoles así a mejorar como persona. Esta persona cada vez mejorada en la que se convierten también se vuelve un poco más atractiva para su ex-cónyuge, lo que hace que su separación completa parezca menos probable.

## Reparto

### Principal
- Jenna Fischer como Lena[5]
- Oliver Hudson como Martin[6]
- Bobby Lee como Arthur[7]
- Diane Farr como Maya[8]
- Lindsay Price como Camille[7]
- Olivia Keville como Mae[7]
- Van Crosby como Mason[7]
- Sander Thomas como Milo[7]

### Recurrente
- Kelsey Asbille como Charlotte
- Trent Garrett como Wes[9]
- Geoff Pierson as Henry[10]

## Episodios
| Temporada | Temporada | Episodios | Episodios | Emisión original      | Emisión original   |
| Temporada | Temporada | Episodios | Episodios | Primera emisión       | Última emisión     |
| --------- | --------- | --------- | --------- | --------------------- | ------------------ |
|           | 1         | 8         | 8         | 27 de marzo de 2018   | 22 de mayo de 2018 |
|           | 2         | 18        | 18        | 16 de octubre de 2018 | 9 de abril de 2018 |

## Recepción crítica
En la página web de Rotten Tomatoes, la serie tiene un índice de aprobación del 40% basado en 22 reseñas, con un promedio de 5,83/10. Metacritic, que utiliza un promedio ponderado, asignó un puntaje de 54 sobre 100 basado en 9 críticos, lo que indica "revisiones mixtas o promedio".